# Molophilus pictipleura
Molophilus pictipleura är en tvåvingeart som beskrevs av Alexander 1922. Molophilus pictipleura ingår i släktet Molophilus och familjen småharkrankar. Inga underarter finns listade i Catalogue of Life.